# Associazione Calcio Macerata 1942-1943
Questa voce raccoglie le informazioni riguardanti l'Associazione Calcio Macerata nelle competizioni ufficiali della stagione 1942-1943.

## Rosa
| N. |                   | Ruolo | Calciatore       |
| -- | ----------------- | ----- | ---------------- |
|    | Italia (bandiera) | A     | A. Antoniozzi    |
|    | Italia (bandiera) | D     | R. Bacaloni      |
|    | Italia (bandiera) | A     | Renato Belelli   |
|    | Italia (bandiera) | A     | L. Bellini       |
|    | Italia (bandiera) | A     | A. Bonfili       |
|    | Italia (bandiera) | A     | F. Cariotti      |
|    | Italia (bandiera) | A     | O. Castellani    |
|    | Italia (bandiera) | D     | E. Ceriani       |
|    | Italia (bandiera) | P     | L. Cerquetti     |
|    | Italia (bandiera) | D     | Alberto Del Fava |
|    | Italia (bandiera) | P     | E. Ficcadenti    |
|    | Italia (bandiera) | D     | A. Giacomuzzi    |
|    | Italia (bandiera) | D     | C. Meschiari     |
|    | Italia (bandiera) | C     | Renato Morlupi   |

| N. |                   | Ruolo | Calciatore               |
| -- | ----------------- | ----- | ------------------------ |
|    | Italia (bandiera) | C     | Mario Mosca              |
|    | Italia (bandiera) | C     | C. Mozzono               |
|    | Italia (bandiera) | P     | F. Pertile               |
|    | Italia (bandiera) | D     | Lepanto Pesciaioli (cap) |
|    | Italia (bandiera) | C     | Mario Piscopelo          |
|    | Italia (bandiera) | A     | G. Principi              |
|    | Italia (bandiera) | A     | Romolo Rossetti          |
|    | Italia (bandiera) | D     | Enrico Sciapiconi        |
|    | Italia (bandiera) | C     | M. Scodanibbio           |
|    | Italia (bandiera) | A     | Renato Sfrappini         |
|    | Italia (bandiera) | C     | Ruggero Trillini         |
|    | Italia (bandiera) | A     | Aldo Valli               |
|    | Italia (bandiera) | C     | Ettore Vecchietti        |